# Lycium hassei
Lycium hassei là loài thực vật có hoa trong họ Cà. Loài này được Greene mô tả khoa học đầu tiên năm 1888.